# Marcelo Franco
Marcelo Franco é um jogador brasileiro de polo aquático, integrante da seleção nacional que disputou o Campeonato Mundial de Esportes Aquáticos de 2011 em Xangai, na China.